# 松雪泰子
松雪 泰子（まつゆき やすこ、1972年11月28日 - ）は、日本の女優、歌手。佐賀県鳥栖市出身。スターダストプロモーション所属。

## 来歴
佐賀県立鳥栖商業高等学校在学中の1989年、雑誌『MEN'S NON-NO』のオーディションに応募し、「第1回メンズノンノ・ガールフレンド」に選出された。モデルとして活動していたが高校卒業と同時に上京し、本格的に芸能活動を始める。
1991年、テレビドラマ『熱血!新入社員宣言』で女優デビュー。
1993年、主演ドラマ『白鳥麗子でございます!』での強烈なキャラクターがハマリ役となり、以後女優としての地位を確立。
1995年、シングル「ESP」で歌手デビュー。
1998年3月、音楽バンド「ザ・スリル」のギタリストGAKU（門脇学）と結婚（入籍）。2001年春（正確には同年1月）に長男を出産。2004年12月、「仕事が忙しくすれ違いが多い」ことを理由に離婚。
2006年公開の主演映画『フラガール』が大ヒット。米アカデミー賞外国語映画賞ノミネーションのための日本代表作品に選出された。自身も日本アカデミー賞優秀主演女優賞などを受賞した。
2008年公開の映画『デトロイト・メタル・シティ』と『容疑者Xの献身』の2作品で日本アカデミー賞優秀助演女優賞を受賞。
2010年、主演ドラマ『Mother』で第65回ザテレビジョンドラマアカデミー賞主演女優賞を受賞。読者、TV記者、審査員票全部門で1位を獲得し、総投票数は2位の5倍を獲得していた。
2010年代に入ってからは、昔からの夢であった自身が手がけるブランド「Malulu..」（マルル）のプロデュースも行う。

## 人物
コレステロールが元々高い体質。健康維持の為に血液検査でホルモンを分析したり、アンチエイジングクリニックでの栄養解析検査を行っている。普段から水素やハーブを取り入れたり、自生している植物から作られたサプリメントやドリンクを摂取するようにしている。ストレッチやリラクゼーションを好む。
20歳の頃、この仕事が自分に向いていないと思い、辞めようと考え半年ほど仕事をせず旅に出たことがあったが、そんな状態でも映画の仕事を依頼してくれる人がいたので復帰した。その頃は、デザイン等の仕事をしている人たちに尊敬している人物が多く、迷いながら役者の仕事をしていた。しかし、現在は後悔をしているわけではなく肉体を使って表現をすることもすごくクリエイティブなことなんだなと感じるようになり、それからは仕事が楽しくなった。
2010年代からは『Malulu..』のプロデュースなど、自分のための活動や生活も大事にすることができるようになり、プライベートでは一人息子との時間をしっかり作るようになるなど、意識的に自分にとって1番心地のよいペースを守りながら役者として活動できるようになったと話している。

### 家族
息子と2人暮らし。
元美容師で現在は俳優として活動している高村晃平（本名：松雪浩平）と、歌手のYUNAH（本名：松雪陽平）の2人の弟がいる。

### 趣味
大型自動二輪車の免許を持っている。愛車は1450ccハーレーダビッドソンのバイクで、峰不二子のように黒の皮のつなぎで乗り回すという主旨で仲間を集め、「チーム極悪」を結成していた。

### 嗜好
生ガキが好きである。

### 特技
幼少期は母親の勧めで、バレエ・ピアノ・日本舞踊などを習っていた。当時は嫌々やっていたが、現在は俳優としての礎となり、今は感謝しているという。

### 出身地
お笑い芸人はなわのシングル曲「佐賀県」の歌詞にて、佐賀県出身なのに公表していないと虚偽のネタにされる。
この件について、「ちゃんと発売される前に事務所にFAXを頂きまして。『このような歌詞にしますのでよろしくお願いします』というのを頂いていたので」と事前に連絡を受け、「すごくうれしいなと思って」快諾したことを明かしている。

## 受賞歴
- 1995年
  - 第5回ザテレビジョンドラマアカデミー賞 ベストドレッサー賞（『毎度おジャマしまぁす』）[10]
- 2003年
  - 第35回ザテレビジョンドラマアカデミー賞 助演女優賞（『真夜中の雨』）[11]
- 2007年
  - 第19回日刊スポーツ映画大賞 主演女優賞（『フラガール』）
  - 第30回日本アカデミー賞 優秀主演女優賞（『フラガール』）[12][13]
  - 第44回ゴールデン・アロー賞 映画賞（『フラガール』）
  - VOGUE NIPPON Women of the year 2006
- 2009年
  - 第32回日本アカデミー賞 優秀助演女優賞（『デトロイト・メタル・シティ』､『容疑者Xの献身』）[14]
- 2010年
  - 第65回ザテレビジョンドラマアカデミー賞 主演女優賞（『Mother』）[15]
  - 東京ドラマアウォード2010 主演女優賞（『Mother』）[16]

## 出演
※役名が太字表記は主演作品。

### テレビドラマ
- 熱血!新入社員宣言（1991年4月9日 - 6月25日、TBS） - 橘小百合 役
- バナナチップス・ラヴ（1991年10月 - 12月、フジテレビ） - 主演・リサ 役（初主演作）
- 夜に海輝き（1991年7月30日、NHK） - 主演・白石幸子 役
- 鎌倉恋愛委員会「ボーイズ オブ サマー」（1991年10月8日、TBS）
- D坂殺人事件「名探偵明智小五郎誕生」（1992年1月24日、フジテレビ）
- 大人は判ってくれない「神様の前でついた嘘」（1992年2月6日、フジテレビ） - 主演
- アルファベット2/3（1992年4月 - 6月、フジテレビ）
- ジュニア・愛の関係（1992年4月16日 - 6月25日、フジテレビ） - 三沢ひまわり 役
- パ★テ★オ PART1・PART2（1992年9月18日・10月23日、フジテレビ「松竹スペシャルドラマ」） - 水島五月 役
- 白鳥麗子でございます! 第1シリーズ（1993年1月14日 - 2月11日、フジテレビ「ボクたちのドラマシリーズ」） - 主演・白鳥麗子 役
  - 白鳥麗子でございます! 第2シリーズ（1993年10月16日 - 11月20日）
- OLたちのざけんなヨ!!「社員旅行は大っ嫌い」（1993年4月23日、フジテレビ）
- 毎度ゴメンなさぁい（1994年7月5日 - 9月20日、TBS） - 主演・沢野桜 役
  - 毎度おジャマしまぁす（1995年4月11日 - 6月27日）
- 男はいらない（1994年10月20日 - 12月15日、読売テレビ・日本テレビ） - 向井佑希 役
- 世にも奇妙な物語 冬の特別編 (1995年)「鍵」（1995年1月4日、フジテレビ） - 主演・白井夕子 役
- ベストフレンド（1995年10月16日 - 12月11日、読売テレビ・日本テレビ） - 主演・青山楓 役（深津絵里とのダブル主演）
- 勝利の女神（1996年4月16日 - 6月25日、関西テレビ・フジテレビ） - 津田理子 役
- 硝子のかけらたち（1996年7月12日 - 9月20日、TBS） - 水沢硝子 役
- 名探偵保健室のオバさん（1997年1月6日 - 3月10日、テレビ朝日） - 主演・遠山櫻子 役
- 理想の上司（1997年4月13日 - 6月29日、TBS） - 白川万里華 役
- きらきらひかる（1998年1月13日 - 3月17日、フジテレビ） - 月山紀子 役
  - きらきらひかる2 スペシャル（1999年4月23日）
  - きらきらひかる3 スペシャル（2000年4月4日）
- 愛、ときどき嘘（1998年4月8日 - 6月24日、日本テレビ） - 主演・白石鮎子 役
- カミさんなんかこわくない 第11話（1998年6月21日、TBS） - 小松原須美 役
- なにさまっ!（1998年10月11日 - 12月20日、TBS） - 沢木いずみ 役
- アフリカの夜（1999年4月15日 - 6月24日、フジテレビ） - 相沢有香 役
- 太陽は沈まない（2000年4月13日 - 6月22日、フジテレビ） - 桐野セツ 役
- ブラックジャック カルテII（2000年9月29日、TBS） - 高野綾子 役
- 救命病棟24時 第2シリーズ（2001年7月3日 - 9月18日、フジテレビ） - 香坂たまき 役
  - 救命病棟24時 新春スペシャル（2002年1月1日）
- 忠臣蔵1/47（2001年12月28日、フジテレビ） - 富士見 役
- 怪談百物語「雪女」（2002年8月20日、フジテレビ） - 主演・お雪 役
- 真夜中の雨（2002年10月10日 - 12月19日、TBS） - 水澤由希子 役
- FNS27時間テレビスペシャルドラマ「海のオルゴール」（2003年6月28日、フジテレビ） - 主演・竹内てるよ 役
- ビギナー（2003年10月6日 - 12月15日、フジテレビ） - 森乃望 役
- 砂の器（2004年1月18日 - 3月28日、TBS） - 成瀬あさみ 役
- ファースト・キス（2007年7月9日 - 9月17日、フジテレビ） - 高木蓮子 役
- 法の庭（2007年8月17日、フジテレビ） - 主演・天海杏子 役
- Mother（2010年4月14日 - 6月23日、日本テレビ） - 主演・鈴原奈緒 役
- パーフェクト・リポート（2010年10月17日 - 12月19日、フジテレビ） - 主演・蒼山叶 役
- 心の糸（2010年11月27日、NHK） - 主演・永倉玲子 役[17]
- 朝日放送創立60周年記念スペシャルドラマ「境遇」（2011年12月3日、朝日放送・テレビ朝日） - 主演・高倉陽子 役
- 大河ドラマ 平清盛（2012年、NHK） - 美福門院（得子）役
- 負けて、勝つ 〜戦後を創った男・吉田茂〜（2012年9月8日 - 10月6日、NHK） - 小りん 役
- TAKE FIVE〜俺たちは愛を盗めるか〜（2013年4月19日 - 6月21日、TBS） - 笹原瑠衣 役
- 松本清張スペシャル・顔（2013年10月3日、フジテレビ） - 主演・小暮涼子 役
- 連続ドラマW 地の塩（2014年2月16日 - 3月9日、WOWOW） - 佐久間里奈 役
- 家族狩り（2014年7月4日 - 9月5日、TBS） - 主演・氷崎游子 役
- 上流階級〜富久丸百貨店外商部〜（2015年1月16日、フジテレビ） - 美谷珠理 役
- 連続ドラマW 5人のジュンコ（2015年11月21日 - 12月19日、WOWOW） - 主演・田辺絢子 役[18]
- グッドパートナー 無敵の弁護士（2016年4月21日 - 6月16日、テレビ朝日） - 夏目佳恵 役[19]
- 藤沢周平 新ドラマシリーズ 橋ものがたり「小さな橋で」（2017年9月18日、BSスカパー!） - 主演・おゆき 役
- 連続テレビ小説 半分、青い。（2018年4月 - 9月、NHK） - 楡野晴 役
- サイン -法医学者 柚木貴志の事件-（2019年7月11日 - 9月12日、テレビ朝日） - 和泉千聖 役[20]
- ミス・ジコチョー〜天才・天ノ教授の調査ファイル〜（2019年10月18日 - 12月20日、NHK総合） - 主演・天ノ真奈子 役[21]
- エアガール（2021年3月20日、テレビ朝日） - 佐野千代 役
- 初情事まであと1時間 第三話「ビフォア」（2021年8月6日、毎日放送） - 主演・青木 役
- 連続ドラマW 邪神の天秤 公安分析班（2022年2月13日 - 4月17日、WOWOW） - 氷室沙也香 役[22]
- 松尾スズキと30分の女優2 第3回「松雪泰子の乱」（2022年3月27日、WOWOWプライム）[23][24]
- 祈りのカルテ 研修医の謎解き診察記録（2022年10月8日 - 12月17日、日本テレビ） - 立石聡美 役[25][26]
- 夕暮れに、手をつなぐ 第3話 -（2023年1月31日 - 3月21日、TBS） - 浅葱塔子 役[27]
- ペンディングトレイン-8時23分、明日 君と（2023年4月21日 - 6月23日、TBS） - 寺崎佳代子 役[28][29]
- ノンレムの窓 2024・春 第2話「PTA」（2024年3月31日、日本テレビ） - 主演・関本朝子 役[30]
- マル秘の密子さん（2024年7月13日 - 9月28日、日本テレビ） - 今井夏 役[31]
- 照子と瑠衣（2025年6月16日 -、NHK BS・NHK BSプレミアム4K） - 冬子 役
- 最後の鑑定人（2025年7月9日 - 、フジテレビ） - 尾藤宏香 役[32]

### 映画
- パ★テ★オ（1992年） - 水島五月 役
- 白鳥麗子でございます!（1995年、「ぼくたちの映画シリーズ」） - 主演・白鳥麗子 役
- アナザヘヴン（2000年） - 笹本美奈 役
- MONDAY（2000年） -  霧島優子 役
- DRIVE（2002年） - 特別出演
- 子ぎつねヘレン（2006年） - 主演・大河原律子 役
- フラガール（2006年） - 主演・平山まどか 役
- 子宮の記憶 ここにあなたがいる（2007年） - 主演・桜井愛子 役
- デトロイト・メタル・シティ（2008年） - デスレコーズ社長 役
- 容疑者Xの献身（2008年） - 花岡靖子 役
- 灯台 -短編映画集『男たちの詩』より（2008年）
- 余命（2009年） - 主演・百田滴 役
- 笑う警官（2009年） - 小島百合 役
- クヒオ大佐（2009年） - 永野しのぶ 役
- 沈まぬ太陽（2009年） - 三井美樹 役
- てぃだかんかん〜海とサンゴと小さな奇跡〜（2010年） - 主演・金城由莉 役
- スマグラー おまえの未来を運べ（2011年） - 山岡有紀 役
- この空の花 長岡花火物語（2012年） - 主演・遠藤玲子 役
- 映画 ホタルノヒカリ（2012年） - 冴木莉央 役
- 脳男（2013年） - 鷲谷真梨子 役
- 謝罪の王様（2013年） - 壇乃はる香 役
- 劇場版 ATARU THE FIRST LOVE & THE LAST KILL（2013年） - 星秋穂 役
- At Home アットホーム（2015年） - 主演・森山皐月役
- 古都（2016年） - 主演・佐田千重子 / 中田苗子 役[33][34]
- 鋼の錬金術師（2017年） - ラスト 役[35]
- 甘いお酒でうがい（2020年） - 主演・川嶋佳子 役

### 配信映画
- 余命一年の僕が、余命半年の君と出会った話。（2024年、Netflix） - 桜井葉月 役[36]

### 吹き替え
- ボーン・レガシー（2012年） - マルタ・シェアリング医師（レイチェル・ワイズ） 役[37]
- リメンバー・ミー（2018年） - イメルダ 役[38]

### 劇場アニメ
- ベクシル 2077日本鎖国（2007年） - マリア 役[39]
- それいけ!アンパンマン すくえ! ココリンと奇跡の星（2011年） - ココリン 役

### Webアニメ
- 鎮西八郎為朝（2021年 - 2023年） - ナレーション[40]

### 舞台
- 夜叉ヶ池（2004年） - 白雪 役
- 吉原御免状（2005年、劇団新感線） - 勝山太夫 役
- キャバレー（2007年） - サリー・ボウルズ 役（主演）
- SHINKANSEN☆RX『五右衛門ロック』（2008年） - 真砂のお竜 役
- 東京月光魔曲（2009年）
- シダの群れ 純情巡礼編（2012年）[41]
- 浮標（2012年、葛河思潮社/ゴーチ・ブラザーズ） - 美緒 役
- 冒した者（2013年、葛河思潮社）
- 背信（2014年、葛河思潮社）
- るつぼ（2016年）- エリザベス 役[42][43]
- 劇団☆新感線「髑髏城の七人」 Season鳥（2017年） - 極楽太夫 役 [44]
- PARCO Production「この熱き私の激情～それは誰も触れることができないほど激しく燃える。あるいは、失われた七つの歌」（2017年） - 影の部屋の女 役
- ゲゲゲの先生へ（2018年）[45]
- ハムレット（2019年）- ガートルード 役[46]
- PARCO劇場オープニング・シリーズ『藪原検校』（2021年2月10日 - 3月7日 PARCO劇場、3月9日 - 10日 日本特殊陶業市民会館 ビレッジホール、3月13日 - 14日 こまつ芸術劇場・うらら、3月18日 - 21日 京都芸術劇場 春秋座、井上ひさし作、杉原邦生演出） - お市 役、他[47]
- 「音楽劇 海王星」（2021年12月6日 - 30日、PARCO劇場 / その後、大阪・富山・宮城・青森・愛知を巡演） - 魔子 役[48]
- 劇団☆新感線 42周年興行 春公演 いのうえ歌舞伎『神州無頼街』(2022年3月17日～29日 オリックス劇場、4月9日～12日 富士市文化会館ロゼシアター 大ホール、4月26日～5月28日 東京建物Brillia HALL）- 麗波 役[49]
- 世界は笑う（2022年8月7日 - 28日、Bunkamura シアターコクーン / 9月3日 - 6日、京都劇場、作・演出：ケラリーノ・サンドロヴィッチ）- 初子 役[50]
- 神奈川県民ホール開館50周年記念オペラシリーズ Vol.1 フィリップ・グラス/ロバート・ウィルソン『浜辺のアインシュタイン』（2022年10月8日・9日、神奈川県民ホール 大ホール、演出・振付：平原慎太郎）- メッセンジャー 役[51]
- 猿之助と愉快な仲間たち 年末年忘れリサイタル（2022年12月19日、篠原演芸場）[52]
- 猿之助と愉快な仲間たち 第3回公演 ナミダドロップス（2023年3月8日 - 14日、神田明神ホール / 3月19日、京都芸術芸場 春秋座 / 3月21日、岡崎市民会館、脚本：藤倉梓）- 翡翠 役[53]
- カモメよ、そこから銀座は見えるか？（2023年6月3日 - 7月9日、本多劇場 他、作・演出：岩松了） - 葉子 役[54]
- 無駄な抵抗（2023年11月11日 - 11月26日、世田谷パブリックシアター / 12月9日 - 12月10日、兵庫県立芸術文化センター 中ホール、作・演出：前川知大）[55]
- 音楽劇「エノケン」（2025年10月7日 - 26日、シアタークリエ / 10月31日 - 11月9日、COOL JAPAN PARK OSAKA WWホール / 11月15日・16日、鳥栖市民文化会館 大ホール / 11月22日 - 24日、名古屋文理大学文化フォーラム / 11月28日 - 30日、ウェスタ川越 大ホール） - 花島喜世子 / 榎本よしゑ 役[56][57]

### バラエティ
- 夢で逢えたら（1991年11月23日・11月30日、フジテレビ）
- ダウンタウンのごっつええ感じ（1991年12月 - 1992年3月、フジテレビ） - レギュラー

### ラジオ
- 松雪泰子 星の輝く夜に…（ニッポン放送　1992年7月 - 1993年4月）
- 松雪泰子のHITACHI CLOSE TO YOU（TOKYO FM）

### CM
- 資生堂「フリシェ」（1991年） - 高橋リナと共演
- 日立製作所
  - パーソナルファクシミリ「美写文」（1992年）
  - ビデオカメラ SURF & SNOW （1992年）[58]
- 日本航空「JAL新路線」（1991年）
- サントリー
  - 「ビックル」（1993年）
  - 「プレミアムボス 微糖」（2015年）[59]
- コーセー「ルシェリ」（1994 - 1996年） - 保阪尚希と共演
- 日清食品 U.F.O（ヤキソバニー、1995年）[60][61]
- 本田技研工業 シビック（1995年） - 3ドアではレオナルド・ディカプリオと共演し、4ドアフェリオではレイ・チャールズと共演した。
- 日本コカ・コーラ「ラクティア」（1995年）
- アサヒ飲料「うるる」（1995年）
- ライオン (企業)「マイバランス」
- ブルボン「デザートショコラ」（1996年）
- 三陽商会「FRAGILE」（1997年）
- 日産自動車 プレセア（1998年）
- コダック「QT」（1998年）
- マイクロソフト「Xbox パイ投げ編」（2002年）
- カネボウ化粧品 ティスティモ、DEW（デュウ）
- ユニクロ
- 東京建物ほか 東京フロントコート（マンション）
- 三井生命
- 雪印乳業「冷凍ミックスピザ」
- 関西テレメッセージ
- 江崎グリコ「シリアルポッキー」
- エクソンモービル
- 大塚製薬「ファイブミニ」
- オンワード樫山「自由区」
- エスエス製薬 「ハイチオールC プルミエール」
- セイコー 「ルキア」
- プロパスト プラーサ・ヴェール（マンション）
- ダイハツ・ミラ（2008年）
- ポッカコーポレーション「キレートレモン」
- SEED「Vivid Moon」- プロデュース
- 花王「ハミング Fine」（2014年） - 山口智充と共演[62]
- アサヒビール アサヒスーパードライ ジャパンスペシャル（2017年 - ） - 柴咲コウ、北川景子と共演[63]
- アルマード チェルラー ホワイト ブライトセラム（2024年） - 栗山千明と共演[64]

### その他の広告
- 鳥栖ガス[65] - 父親の松雪秀敏が社長を務める。

## ディスコグラフィ

### シングル
1. ESP （『マカデココ』OP・テーマ） （1995.06.21）
  - （c/w） ESP（INCREDIBLE BONGO MIX）
2. 時を越えて （『怪盗セイント・テール』OP・テーマ） （1995.11.08）
  - （c/w） Stay with me・・・・
3. Rain -雨に抱かれて・・・・ （『ベストフレンド』挿入歌） （1995.11.08）
  - （c/w） 月の香る夜
4. WISH （『UN FACTORY ソムリエ』EN・テーマ） （1995.12.10）
  - （c/w） WISH（English Version）
5. おやすみ （MyBalance CMソング・『勝利の女神』挿入歌） （1996.05.25）
  - （c/w） Sweet My Baby
6. 空っぽの愛の嵐 （『名探偵 保健室のオバさん』主題歌） （1997.02.14）
  - （c/w） Everybody Shake Hip ・ Mondodelixな夜
7. HAPPY HAPPY DAYS （三井生命イメージソング・『マンブー!』EN・テーマ） （1997.07.24）
  - （c/w） Kissして・・・・
8. ふりむかないで （日産PRESEAイメージソング） （1997.09.26）
  - （c/w） きっと・・・・
9. 愛の世界 （『愛、ときどき嘘』主題歌） （1998.05.13）
  - （c/w） なんてバカなんだろう・・・
10. 口唇（KUCHIBIRU） （Kanebo テスティモ CMイメージソング） （1999.01.13）
  - （c/w） BABY BABY

### アルバム
- pray （1995.12.21）
- mondodelix （1997.03.19）
- 32'05" （1998.06.17）
- M.M.M （1999.02.17）

### 他アーティスト作品への参加
- 宇都宮隆「one&one/line」（アルバム『WHITE ROOM』デュエットで参加）
- 井上陽水奥田民生『ダブルドライブ』Leyonaと共同でコーラスに参加。

## 書籍

### 写真集
- 眠る 松雪泰子（2003年11月15日、朝日出版社、撮影：イジマカオル）ISBN 978-4255002538
- daydream（2012年1月26日、マガジンハウス、撮影：柴田文子）ISBN 978-4838723898